# Primula fagosa
Primula fagosa là một loài thực vật có hoa trong họ Anh thảo. Loài này được Balf. f. & Craib miêu tả khoa học đầu tiên năm 1919.